# Oberea pallidula
Oberea pallidula là một loài bọ cánh cứng trong họ Cerambycidae.